# Bonde do Rolê

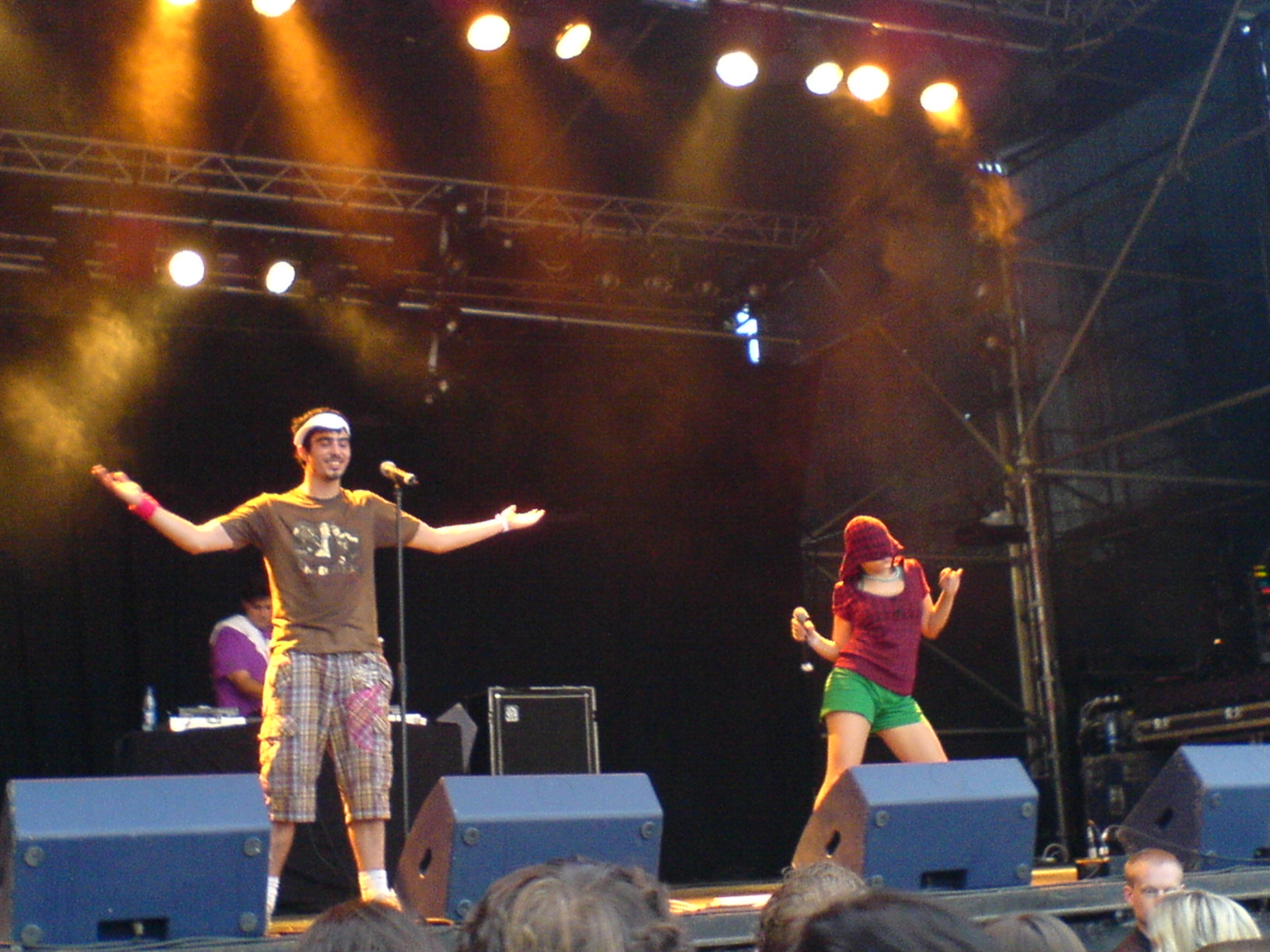
Live beim Øyafestivalen in Norwegen, 2007

Bonde do Rolê sind eine brasilianische Elektronikband, die Rock-, Axé-, Forro- und Folksamples mit Baile-Funk-Beats unterlegt. Ihr Stil wird auch als Rio Funk bezeichnet. Bonde do Rolê stammt aus Curitiba.

## Bandgeschichte
Die Band wurde Mitte 2005 von den DJs und Produzenten Rodrigo Gorky und Pedro D'Eyrot sowie Sängerin Marina Vello gegründet. 2006 veröffentlichten sie eine Promo-CD und ein Vinyl über das Label Mad Decent des amerikanischen DJs Diplo.
Im Mai 2006 gab die Band ihre ersten Auftritte in verschiedenen Ländern Europas. Im Juli 2006 tourten sie zusammen mit Diplo und der brasilianischen Band Cansei de Ser Sexy durch die Vereinigten Staaten. 2007 gab die Band den Austritt von Sängerin Marina aufgrund eines bandinternen Streites bekannt. Die neue Formation tourte anschließend in Europa.
2012 erschien das Album Tropical/Bacanal.

## Diskographie (Auswahl)
Alben
- 2006: Baterias do Poder (Self-Release)
- 2007: With Lasers (Domino Records)
- 2012: Tropical/Bacanal (Mad Decent)

Singles & EPs
- 2006: Melô do Tabaco EP (Mad Decent)
- 2007: Solta o Frango / James Bonde (Mad Decent)
- 2007: Office Boy (Domino Records)
- 2008: Marina Gasolina (Domino Records)
- 2012: Kilo (Mad Decent)
- 2012: Brazilian Boys
- 2013: Baile Punk (Skinners Remix) (Mad Decent)

Remixe
- Cansei de Ser Sexy – A la la (Bonde do Rolê Remix)
- Edu K – Hot Mama (Bonde do Rolê Remix)
- Tony Allen – Awa Na Re (Bonde do Rolê Remix)
- Edu K – Sex-O-Matic (Bonde do Rolê Remix)
- Architecture in Helsinki – Heart It Races (Bonde do Rolê Remix)
- Gameboy/Gamegirl – Fruit Salad (Bonde do Rolê Remix)
- Mika – Big Girl (Bonde do Rolê Remix)
- Lenni Cesar – Morris Park (Bonde do Rolê Remix)
- Brodinski – Divine Gosa